# Glacier Delius
Le glacier Delius est un glacier de 11 km de long et de 4 km de large qui s'épanche à l'ouest des hauts plateaux Elgar dans la partie Nord de l'île Alexandre-Ier, en Antarctique. Il est photographié depuis les airs et cartographié de façon approximative lors de l'expédition British Graham Land en 1937, puis de façon plus précise en 1960 par D. Searle du Falkland Islands Dependencies Survey d'après des photographies aériennes prises pendant l'expédition Ronne (1947–1948) et enfin à partir de images Landsat en février 1975.
Le glacier est nommé par l'UK Antarctic Place-Names Committee d'après le compositeur anglais Frederick Delius.